# Formation d'Allen
La  formation d'Allen est une formation géologique d'Argentine datant du sommet du Crétacé supérieur (Campanien moyen à Maastrichtien inférieur), soit il y a environ entre 80 et 70 Ma (millions d'années).
Cette formation est célèbre pour les fossiles qu'elle renferme et, particulièrement, pour les restes de dinosaures.

## Situation géographique
La formation d'Allen affleure, en particulier, dans le nord de la province de Río Negro et dans la province de Neuquén.

## Géologie
Il s'agit de faciès lacustres constitués de psammites argileux gris-vert avec des fissures comblées de gypse et des alternances de minces bancs ou lentilles de grès. Le gypse devient plus fréquent, en bancs irréguliers, dans la partie supérieure de la formation.

## Faunefossiledevertébrés

### Dinosaures
Les dinosaures y sont connus sous forme d'os et de squelettes presque complets ; on y trouve aussi des œufs.
| Dinosaures découverts dans la formation d'Allen | Dinosaures découverts dans la formation d'Allen | Dinosaures découverts dans la formation d'Allen | Dinosaures découverts dans la formation d'Allen | Dinosaures découverts dans la formation d'Allen                                              | Dinosaures découverts dans la formation d'Allen | Dinosaures découverts dans la formation d'Allen |
| Genre                                           | Espèce                                          | Situation géographique                          | Position stratigraphique                        | Matériel                                                                                     | Notes                                           | Images                                          |
| ----------------------------------------------- | ----------------------------------------------- | ----------------------------------------------- | ----------------------------------------------- | -------------------------------------------------------------------------------------------- | ----------------------------------------------- | ----------------------------------------------- |
| Aeolosaurus                                     | Indéterminé                                     |                                                 |                                                 |                                                                                              |                                                 |                                                 |
| Austroraptor                                    | A. cabazai                                      |                                                 |                                                 |                                                                                              |                                                 |                                                 |
| Lamarqueavis                                    | L. australis                                    |                                                 |                                                 | « Coracoïde droit avec les extrémités sternales et omales endommagées »                      |                                                 |                                                 |
| Lapampasaurus                                   | L. cholinoi                                     |                                                 |                                                 | Éléments d'un squelette axial et appendiculaire d'un sub-adulte.                             |                                                 |                                                 |
| Laplatasaurus                                   | L. araukanicus                                  |                                                 |                                                 |                                                                                              |                                                 |                                                 |
| Limenavis                                       | L. patagonica                                   |                                                 |                                                 | « Membre antérieur partiel »                                                                 |                                                 |                                                 |
| Panamericansaurus                               | P. schroederi                                   |                                                 |                                                 | « Cinq vertèbres caudales, une vertèbre sacrée un humérus gauche et des fragments de côtes » |                                                 |                                                 |
| Pellegrinisaurus                                | P. powelli                                      |                                                 |                                                 | « Vertèbres dorsales et caudales », fémur partiel.                                           |                                                 |                                                 |
| Quilmesaurus                                    | Q. curriei                                      |                                                 |                                                 | « Fémur et épiphyse d'un tibia »                                                             |                                                 |                                                 |
| Rocasaurus                                      | R. muniozi                                      |                                                 |                                                 | « Squelette post-crânial partiel »                                                           |                                                 |                                                 |
| Saltasaurus                                     | S. loricatus                                    |                                                 |                                                 | « Nombreux squelettes d'individus d'âge différents »                                         |                                                 |                                                 |
| Willinakaqe                                     | W. salitralensis                                |                                                 |                                                 |                                                                                              |                                                 |                                                 |

### Ptérosaures
Des fossiles fragmentaires de ptérosaures sont connus dans la formation.
| Ptérosaures découverts dans la formation d'Allen' | Ptérosaures découverts dans la formation d'Allen' | Ptérosaures découverts dans la formation d'Allen' | Ptérosaures découverts dans la formation d'Allen' | Ptérosaures découverts dans la formation d'Allen' | Ptérosaures découverts dans la formation d'Allen'  | Ptérosaures découverts dans la formation d'Allen' |
| Genre                                             | Espèce                                            | Situation géographique                            | Position stratigraphique                          | Matériel                                          | Notes                                              | Images                                            |
| ------------------------------------------------- | ------------------------------------------------- | ------------------------------------------------- | ------------------------------------------------- | ------------------------------------------------- | -------------------------------------------------- | ------------------------------------------------- |
| Aerotitan                                         | A. sudamericanus                                  | Bajo de Arriagada                                 | Sommet de la formation                            | Rostre partiel                                    | Le premier azhdarchidé certifié d'Amérique du sud. |                                                   |

### Mammifères
La paléofaune de mammifères de la formation est connue au travers de sept dents qui prouvent la présence de plusieurs espèces.
| Mammifères découverts dans la formation d'Allen | Mammifères découverts dans la formation d'Allen | Mammifères découverts dans la formation d'Allen | Mammifères découverts dans la formation d'Allen | Mammifères découverts dans la formation d'Allen                | Mammifères découverts dans la formation d'Allen | Mammifères découverts dans la formation d'Allen |
| Genre                                           | Espèce                                          | Situation géographique                          | Position stratigraphique                        | Matériel                                                       | Notes                                           | Images                                          |
| ----------------------------------------------- | ----------------------------------------------- | ----------------------------------------------- | ----------------------------------------------- | -------------------------------------------------------------- | ----------------------------------------------- | ----------------------------------------------- |
| Mesungulatum                                    | M. lamarquensis                                 | Cerro Tortuga                                   |                                                 | Deux molaires supérieures et un fragment de molaire inférieure | Un Dryolestoidea                                |                                                 |
| Groebertherium                                  | G. stipanicici                                  | Cerro Tortuga                                   |                                                 | Une molaire supérieure                                         | Un Dryolestoidea                                |                                                 |
| cf. Brandonia                                   | sp.                                             | Cerro Tortuga                                   |                                                 | Une molaire inférieure                                         | Un Dryolestoidea                                |                                                 |
| Barberenia                                      | B. allenensis                                   | Cerro Tortuga                                   |                                                 | Une molaire supérieure                                         | Un Dryolestoidea                                |                                                 |
| Trapalcotherium                                 | T. matuastensis                                 | Cerro Tortuga                                   |                                                 | Une première molaire inférieure                                | Un Gondwanatheria                               |                                                 |